# Майдан-Липненський
Майдан-Липненський — село в Україні, у Луцькому районі Волинської області. Входить до складу Колківської селищної громади. Населення становить 335 осіб.

## Історія села
Історично село маловідоме, швидше за все вона пов'язана з історією села Липно, що знаходиться за 3 км та на історичні Луччині належить до давніх поселень Волинського Полісся.
28 жовтня 2011 року було побудовано нову школу а у квітні 2016 року — клуб.

## Життя села
Село мало відоме історією. Свого часу приховане від цивілізації густими лісами та непрохідними болотами, воно рідко значиться на старих топографічних картах (фото, карта Росія, РККА, 1:50000, 1909 рік). 

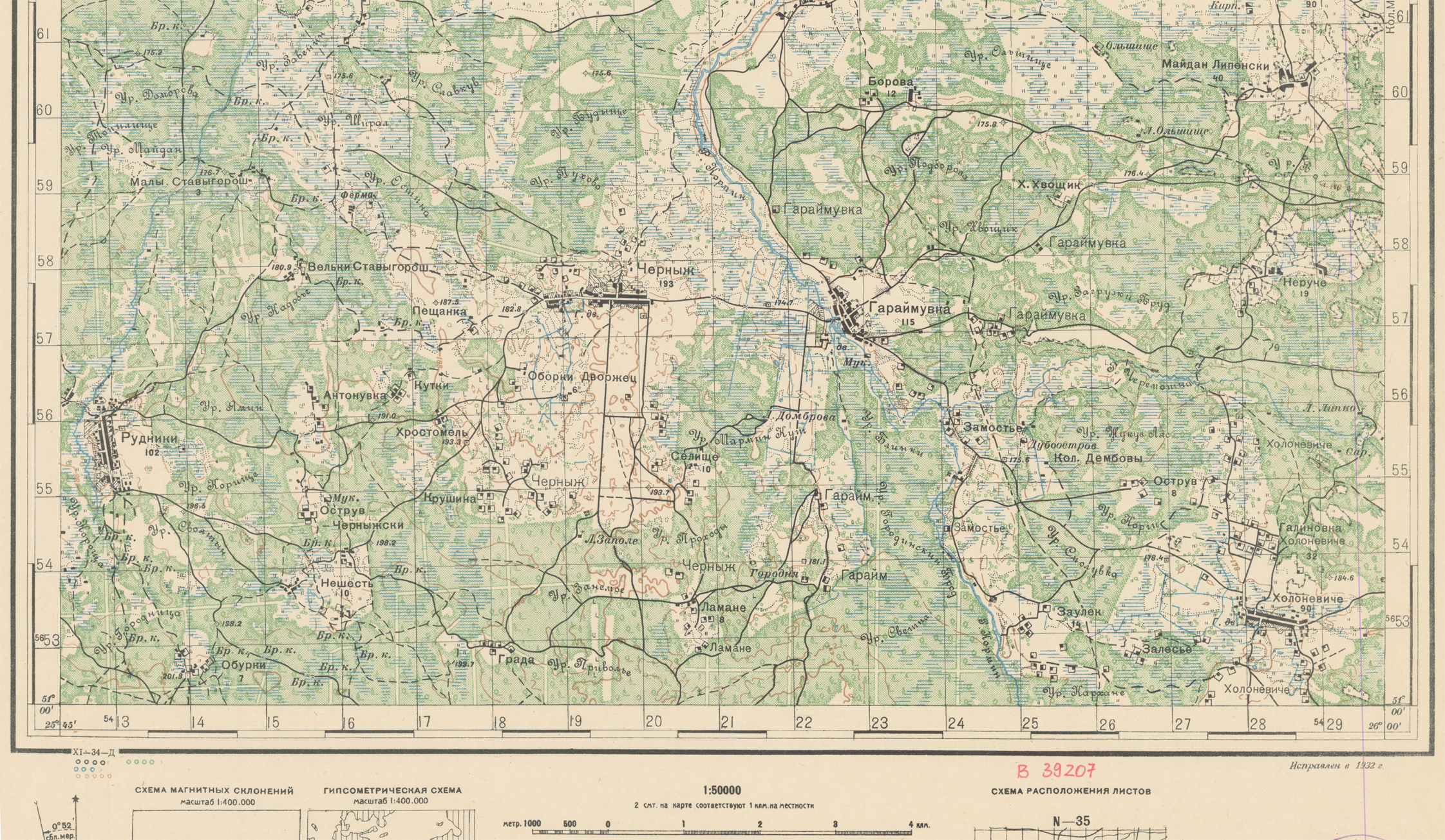
Map 1909

 Гравійна дорога до села була прокладена лише в кінці 80-х. До того часу автобусного сполучення не існувало.
Сьогодні в селі функціонує новозбудована школа, працює фельдшерсько-акушерський пункт, клуб, кілька магазинів, збудована нова цегляна церква місцевої православної громади УПЦ
12 червня 2020 року, відповідно до розпорядження Кабінету Міністрів України № 708-р «Про визначення адміністративних центрів та затвердження територій територіальних громад Волинської області», село увійшло у склад Колківської селищної громади.
19 липня 2020 року, в результаті адміністративно-територіальної реформи та ліквідації  Маневицького району, село увійшло до складу новоутвореного Луцького району.

## Населення
Згідно з переписом УРСР 1989 року чисельність наявного населення села становила 331 особа, з яких 160 чоловіків та 171 жінка.
За переписом населення України 2001 року в селі мешкала 331 особа.

### Мова
Розподіл населення за рідною мовою за даними перепису 2001 року:
| Мова       | Відсоток |
| ---------- | -------- |
| українська | 99,70 %  |
| інші       | 0,30 %   |

## Будівництво школи
Волинська ОДА: У селі Майдан-Липненський буде збудовано нову школу

04.11.2010 | 12:00 | Прес-служба Волинської ОДА
У селі Майдан-Липненський Маневицького району буде збудовано нову школу І-ІІ ступенів. Сьогодні голова облдержадміністрації Борис Клімчук заклав капсулу із посланням майбутнім поколінням у фундамент навчального закладу.
Голова облдержадміністрації привітав жителів села з надзвичайно важливою подією: «На Волині — це перше будівництво нової школи за останні п'ять років. Я радий, що школярі зможуть навчатися у сучасному, ошатному приміщенні. Ця школа — символічна, адже тут будуть здобувати знання волинські та рівненські діти».
Він висловив сподівання, що при належному фінансуванні освітній заклад постане в найкоротші терміни.
Згідно з постановою КМУ про фінансування заходів із соціально-економічної компенсації ризику населення, яке проживає на території зони спостереження, на будівництво школи вже виділено 2 млн грн. Решта ж коштів, а це — 5 млн грн., надійдуть з Державного бюджету у наступному році.
«У наступному році на Волині буде розпочато будівництво трьох нових шкіл, а також завершено добудову і реконструкцію ще одинадцяти», — повідомив голова облдержадміністрації.
Будівництво станом на 08.01.2011 року

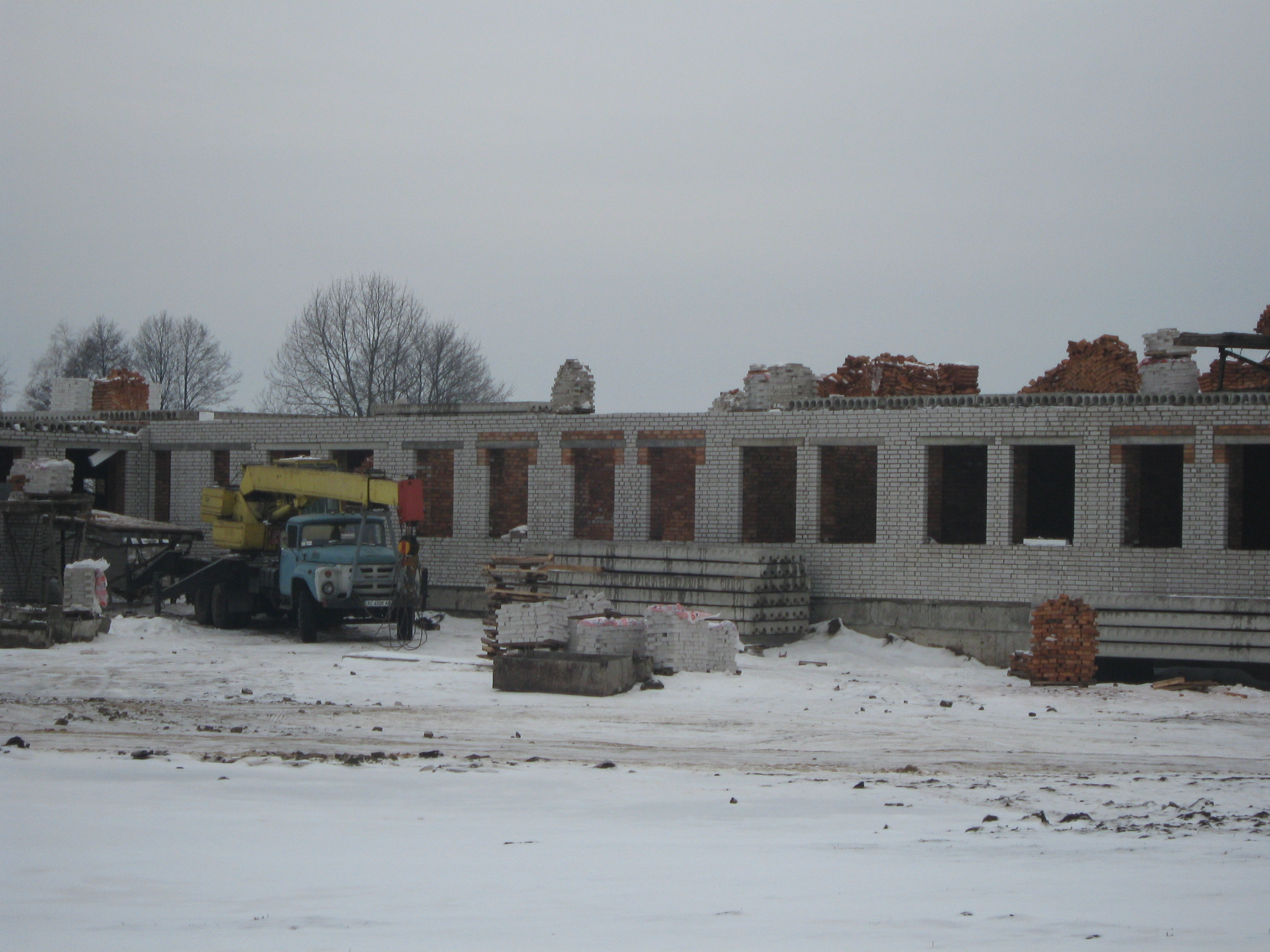
5127sk

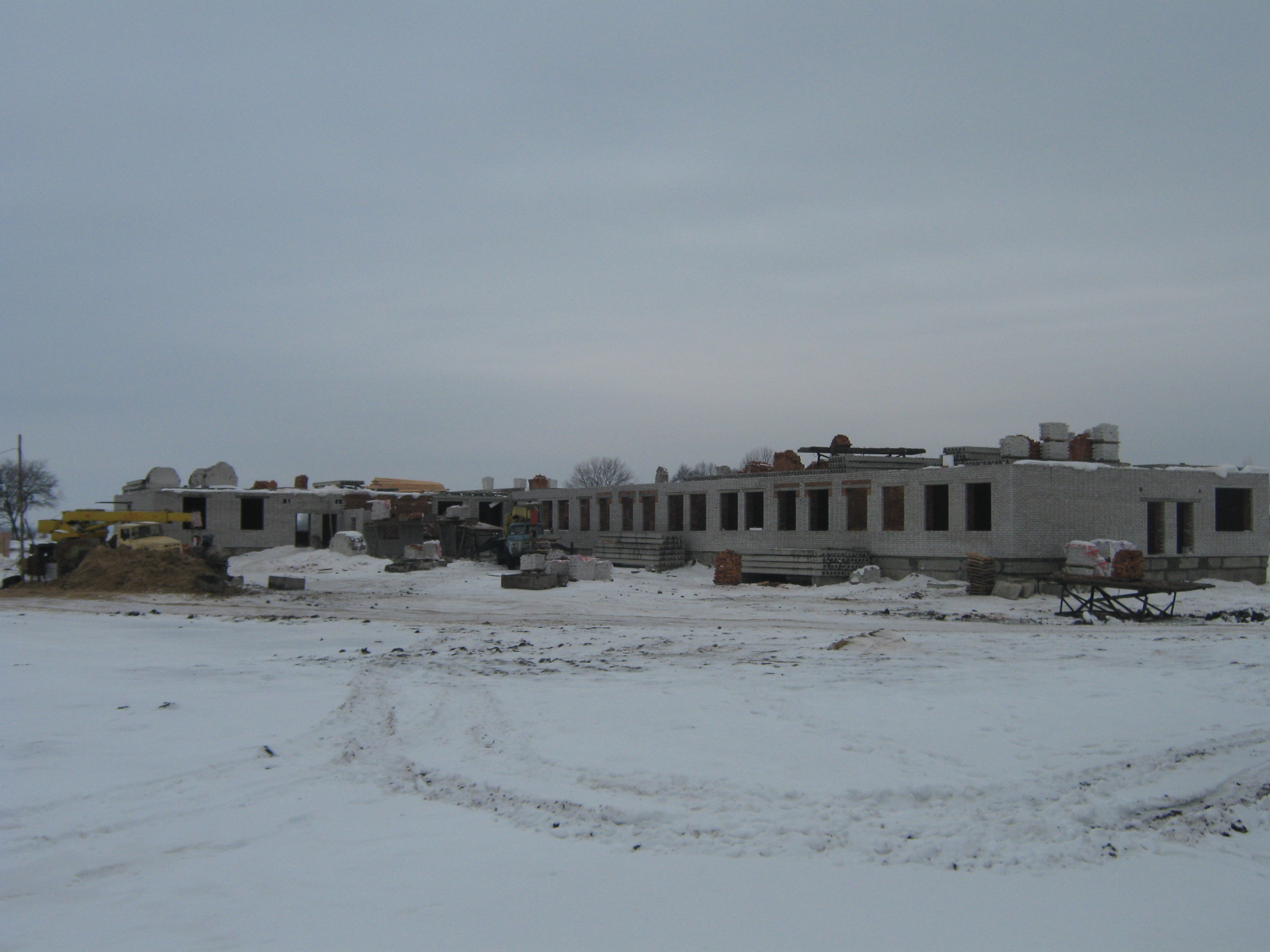
5128sk

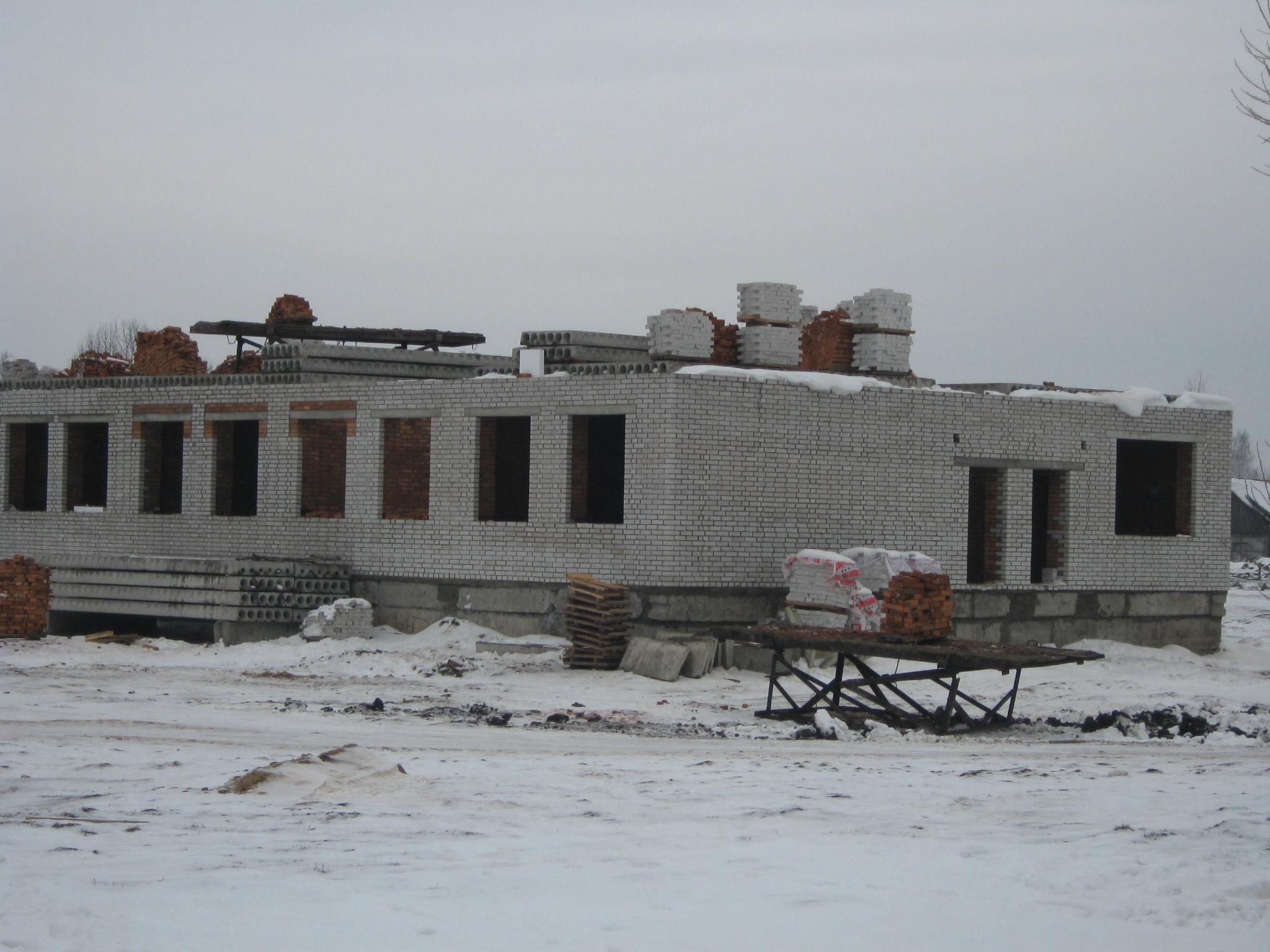
5129sk

Довідково: Нині у школі села Майдан-Липненський навчається 77 дітей, з них — 28 школярів із села Осова Рівненської області.